# Izba Deputowanych (Haiti)
Izba Deputowanych (fr. Chambre des Députés, hat. Chanm Depite) – izba niższa bikameralnego parlamentu Haiti. Składa się z 119 członków, wybieranych na czteroletnie kadencje. Obraduje w Palais Législatif mieszczącym się przy Avenue Marie Jeanne, Bicentenaire w Port-au-Prince.

## System elekcyjny
Izba Deputowanych składa się ze 119 deputowanych wybieranych spośród 119 jednomandatowych okręgów wyborczych, w głosowaniu bezpośrednim. Kadencja deputowanych trwa 4 lata.

### Sposób wyboru
Aby zdobyć mandat w pierwszej turze, kandydaci muszą uzyskać 50% oddanych głosów lub osiągnąć wynik o 25% wyższy niż następny kandydat. Druga tura jest organizowana, jeśli żaden z kandydatów z okręgu nie spełni warunków wygranej w pierwszej rundzie. W drugiej turze nie jest wymagana większość bezwzględna.
W przypadku złożenia mandatu w trakcie kadencji parlamentarnej, przeprowadza się wybory częściowe.

### Czynne prawo wyborcze
Czynne prawo wyborcze otrzymują osoby, które:
- osiągnęły wiek 18 lat;
- są obywatelami Haiti;
- nie przebywają za granicą;
- posiadają pełne prawa obywatelskie i polityczne;
- nie są skazane lub ubezwłasnowolnione.

### Bierne prawo wyborcze
Bierne prawo wyborcze otrzymują osoby, które:
- osiągnęły wiek 25 lat w momencie rejestracji;
- są z urodzenia obywatelami Haiti;
- posiadają pełne prawa obywatelskie i polityczne;
- są zameldowane w danym okręgu wyborczym od co najmniej dwóch lat;
- posiadają ziemię lub są zatrudnione na terenie okręgu;
- nie są skazane lub ubezwłasnowolnione;
- nie są członkami rządu, chyba że złożą rezygnację co najmniej rok przed wyborami;
- nie są członkami komisji wyborczych.

## Obecna kadencja
Ostatnie wybory do Izby Deputowanych odbyły się 9 sierpnia 2015 (pierwsza tura) i 25 października 2015 (druga tura). Wybrano 118 ze 119 deputowanych, w tym 3 kobiety. Tym samym, procent kobiet w izbie wyniósł 2,54%.
Większość zdobyła Haitańska Partia „Łysa Głowa” uzyskując 26 mandatów.
| Partia/grupa w izbie | Ilość mandatów |
| --- | -------------- |
| Haitańska Partia „Łysa Głowa” (Parti haïtien Tèt Kale, PHTK)                                                                  | 26             |
| Prawda (Vérité) | 13             |
| Konwencja na rzecz Jedności Demokratycznej (Konvansyon Inite Demokratik, KID)                                                 | 7              |
| Organizacja Walczącego Narodu (Organisation du Peuple en Lutte, OPL)                                                          | 7              |
| Rodzina „Lavalas” (Fanmi Lavalas, FL)                                                                                         | 6              |
| Haiti w Działaniu (Ayiti an aksyon, AAA)                                                                                      | 6              |
| Jedność Patriotyczna (Inite Patriyotik, IP)                                                                                   | 4              |
| Alternatywna Liga na rzecz Postępu i Emancypacji Haiti (Ligue alternative pour le progrès et l'émancipation haitienne, LAPEH) | 3              |
| Sojusz Haitańskich Partii Socjaldemokratycznych (Fusion des sociaux-démocrates haïtienne Fusion)                              | 3              |
| Mosano | 2              |
| Renmen Ayiti | 2              |
| Tarcza (Bouclier) | 2              |
| Parti fédéraliste (PF) | 1              |
| Kontrapelela (Kontra pèp la)                                                                                                  | 1              |
| KP | 1              |
| Palmis | 1              |
| Pitit Dessalines | 1              |
| Mouvement action socialiste (MAS)                                                                                             | 1              |
| Konsorcjum (Consortium) | 1              |
| Pou nou tout (PONT) | 1              |
| Mouvement national haïtien (MONHA)                                                                                            | 1              |
| Razem | 118            |

### Prezydium
- Przewodniczący[2]: Gary Bodeau
- Sekretarz Generalny[2]: Guy Gérard Georges